# Бондарчук Веніамін
Веніамі́н Бондарчу́к (15.10. 2001) — військовик Збройних сил України, учасник російсько-української війни. Учасник Ігор Нескорених-2023.

## З життєпису
Народився 2003 року у Вінницькій області. 2021 року вступав до академію імені Маринеска у Одесі — але там була непідйомна для батьків ціна за навчання. Тому пішов на строкову службу. Дуже хотів потрапити у ВМС, але опинився в морській піхоті — потрапив до 35-ї бригади морської піхоти, 18-й батальйон. Прослужив півтора року й почалася повномасштабна війна.
Направили боронити Одесу, потім під Миколаїв, а 27 травня 2022-го рушили звільняти окуповану Херсонщину. Підірвався на міні, коли вивозив поранених побратимів у боях на Миколаївщині. Форсували річку Інгулець, перейшли на лівий берег Дніпра в Херсонської області й зайшли в село Лозове. Росіян там вистачало, вони відступали до Андріївки; там українські сили зазнали серйозного опору. Почали відступати — треба було переукомплектуватися. Наступив на міну; в БМП вивозили півтори години під дуже сильними обстрілами.
Нареченій Ліані Могилюк подзвонив попрощатися. На другий день Ліана від тата дізналася, що Веніаміну відірвало ногу. Лежав у польовому госпіталі в Новому Бузі й попросив медсестру зателефонувати і розповісти матері про поранення. Але мама вже все знала. Проходив протезування у штаті Міннесота (США).
Спортом почав займатись за пів року після поранення — вже після протезування. «Invictus games» привели його знову до спорту — бо до цього ще жалів себе.
Увійшов до топ-10 у роздільному старті в класі IRB2.
2022-го одружився, 2023  року став батьком — народилася донечка.